# José Luis Artetxe Muguire
José Luis Artetxe Muguire (Algorta, Biscaia, 28 de juny de 1930 - Algorta, Biscaia, 19 de març de 2016) va ser un futbolista basc que jugava d'extrem dret, i que va jugar gairebé tota la seva carrera esportiva a l'Athletic Club de Bilbao. També va ser internacional amb la selecció espanyola.
Va debutar a la primera divisió espanyola en la temporada 1950-1951, concretament el 10 de setembre de 1950, en un partit en què els bilbaïns van perdre 4-0 contra l'Atlético de Madrid.
Artetxe segueix sent un dels millors davanters en la història de l'Athletic Club, havent marcat 133 gols, 105 d'aquests a la lliga.
Artetxe va fitxar per l'Athletic Club el 1950, provinent del CD Getxo. Hi va jugar durant setze temporades. La temporada 1955-56 va ajudar al seu equip a guanyar la sisena lliga de la història del club, marcant 15 gols en 24 partits. Va guanyar, també, tres copes d'Espanya (del Generalísimo), marcant en la final de l'edició de 1956 en el triomf contra l'Atlètic de Madrid a l'estadi Santiago Bernabéu per 2-1.
Va jugar un total de sis partits amb la selecció espanyola absoluta, marcant un gol en un empat contra Turquia en la fase classificatòria per a la Copa del Món de 1954 jugada a Roma el 17 de març de 1954.
Artetxe va morir a la seva població natal el 19 de març de 2016, a l'edat de 85 anys.

## Palmarès
- 1 lliga espanyola (Primera Divisió): 1955/56.
- 3 copes d'Espanya (Copa del Generalíssim): 1955, 1956 i 1958.
- 1 copa Eva Duarte: 1950